# 문수중학교
문수중학교(文殊中學校)는 대한민국 울산광역시 남구 무거동에 있는 공립 중학교이다.

## 학교 연혁
- 2003년 12월 31일 : 문수중학교 설립인가
- 2004년 3월 5일 : 제1회 입학식(13학급 568명)
- 2007년 2월 15일 : 제1회 졸업식(13학급 540명)
- 2022년 3월 1일 : 제8대 원성자 교장 취임
- 2023년 1월 6일 : 제17회 졸업식(6학급 162명, 전체 졸업생 수 5,441명)
- 2023년 3월 2일 : 제20회 입학식(6학급 133명)

## 참고 자료
- 문수중학교 - 한국교육학술정보원 학교알리미